# Das Boot (Album)
Das Boot ist das Debütalbum des deutschen Techno-Musikprojekts U 96. Es erschien am 6. März 1992 beim Plattenlabel Polydor und erreichte Platz 11 der deutschen Albumcharts.

## Hintergrund
Produziert wurde das Album vom Produzententeam Matiz/AC16, das neben Alex Christensen aus Hayo Panarinfo, Helmut Hoinkis und Ingo Hauss bestand.
Das titelgebende Stück Das Boot ist eine Techno-Coverversion der von Klaus Doldinger komponierten Titelmelodie des Soundtracks für den gleichnamigen Spielfilm. Die Single wurde bereits im Jahr 1991 veröffentlicht und war der erste große kommerzielle Erfolg der damals noch jungen Technokultur in Deutschland, wo sich die Single über 500.000 Mal verkaufte und für 13 Wochen den Spitzenplatz der Single-Charts belegte. Im Musikvideo zur Single waren auch Szenen aus dem Spielfilm zu sehen.
Das Stück I Wanna Be a Kennedy beruht auf einem Sample aus Fade to Grey von Visage aus dem Jahr 1980; die Single erreichte Platz 4 der Charts. Auch zu I Wanna Be a Kennedy wurde ein Musikvideo veröffentlicht, das Szenen mit Aufnahmen von John F. Kennedy enthielt.
Das Stück Ambient Underworld beruht auf einem Sample aus Native Love von Divine aus dem Jahr 1982.
In den Titeln Der Kommandant sowie Sonar Sequences sind Auszüge der deutschen Synchronisation des Films James Bond 007 – Der Spion, der mich liebte zu hören. Hierbei handelt es sich um die Synchronsprecher des U-Boot-Kommandanten Norbert Gastell sowie von James Bond Niels Clausnitzer.

## Titelliste
- 1. Das Boot – 5:15
- 2. Come 2 Gether – 3:49
- 3. Der Kommandant – 3:17
- 4. No Control – 4:30
- 5. Art Of U 96 – 4:26
- 6. I Wanna Be a Kennedy – 5:31
- 7. Ambient Underworld – 3:53
- 8. Sporty Animal Loving Extrovert – 3:03
- 9. Sonar Sequences – 5:55
- 10. Bonus Track: Das Boot (Klassik Version) – 1:58